# Ananasdamast

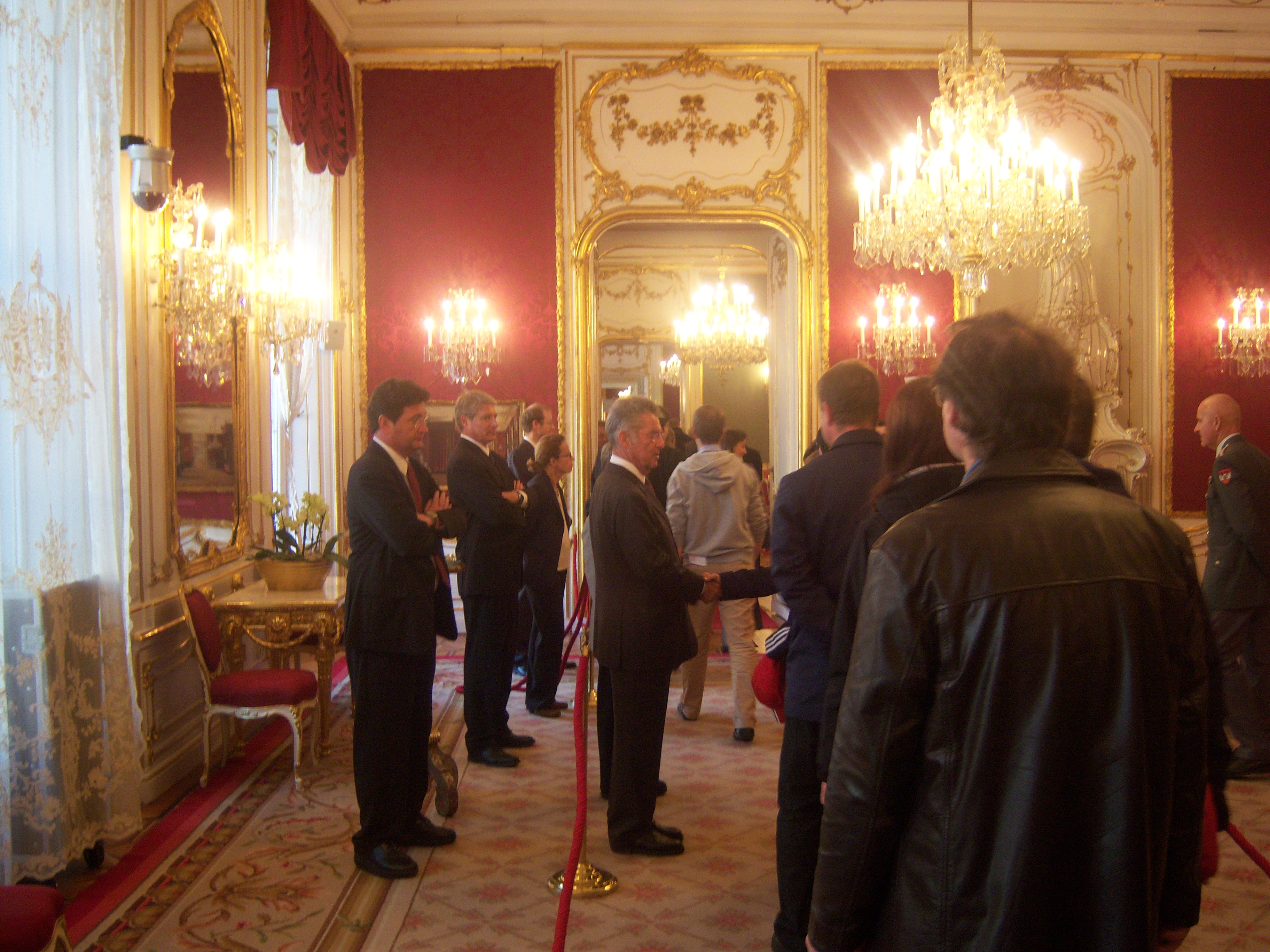
Maria-Theresien-Zimmer in der Hofburg (2008)

Der Ananasdamast ist der rote Seidenstoff, der am Hof der Habsburgermonarchie verwendet wurde.
Benannt wurde der Damast nach seinem Hauptmotiv, einer stilisierten Ananasfrucht, die tatsächlich aber Pinienzapfen sind. Er wurde ausschließlich für die Innenausstattung am Wiener Hof verwendet und hauptsächlich als Wandbespannung sowie als Polsterstoff eingesetzt. Mit Ananasdamast wurden die Prunkräume und auch die kaiserlichen Privatgemächer ausgestattet.
Auch die berühmte Tapetentür der Wiener Hofburg ist damit bezogen. Durch sie treten bei Angelobungen die Politiker Österreichs aus dem Arbeitszimmer des Bundespräsidenten.